# Messier 48
Messier 48 (również M48 lub NGC 2548) – gromada otwarta w gwiazdozbiorze Hydry. Odkrył ją w 1771 Charles Messier (w katalogu od 19 lutego 1771), jednak z powodu błędu w zapisie pozycji do 1934 roku była uznawana „za zaginioną”. 1 lutego 1786 William Herschel umieścił ją w swoim katalogu jako H VI.22.
M48 jest oddalona od Ziemi o około 1500 lat świetlnych. Średnica gromady wynosi ok. 23 lat świetlnych. Wiek szacuje się na około 300 milionów lat.
Gromada zawiera co najmniej 80 gwiazd (z czego 50 jaśniejszych od 13m). Najgorętsza z nich ma jasność obserwowaną 8,8m i należy do typu widmowego A2. Jest około 70 razy jaśniejsza od Słońca. M48 zawiera także co najmniej 3 podolbrzymy (typ widmowy G-K).
Przy sprzyjających warunkach M48 można dostrzec gołym okiem.